# Col d'Ordino
Le col d'Ordino est un col de montagne de la chaîne des Pyrénées situé en Andorre et reliant la capitale Andorre-la-Vieille à Canillo.

## Géographie
Le col d'Ordino permet de relier la paroisse d'Ordino à celle de Canillo. Il connecte ainsi les vallées de la Valira d'Orient et de la Valira del Nord tout comme son homologue, le col de Beixalís situé quelques kilomètres en aval des deux vallées. Il est situé à une altitude de 1 980 m,.
Ce col fait partie des routes CS-240 et CS-340. Ces deux routes sont en continuité mais portent des noms différents en raison du changement de paroisse.
Depuis Ordino, la montée est longue de 9,9 km pour un dénivelé positif de 693 m (1 287 m - 1 980 m). La pente moyenne est de 7 %. Depuis Canillo, l'ascension est longue de 8,9 km mais le dénivelé positif apparaît moins prononcé : 457 m (1 523 m - 1 980 m). La pente moyenne est ainsi de 5,4 %.

## Activités

### Randonnée
Depuis son sommet il est possible de randonner en direction du pic de Casamanya,,. Le col est également sur le trajet du GR 11 espagnol qui le relie à Segudet à l'ouest et aux Bons à l'est.

### Roc del Quer
Le Mirador Roc del Quer est un point de vue aménagé sur la vallée de la Valira d'Orient accessible par un court sentier de 300 m débutant dans la montée du col d'Ordino, à 6 km de Canillo. Une plateforme d'une vingtaine de mètres de longueur, s'avançant partiellement au-dessus du vide, permet de profiter de la vue.

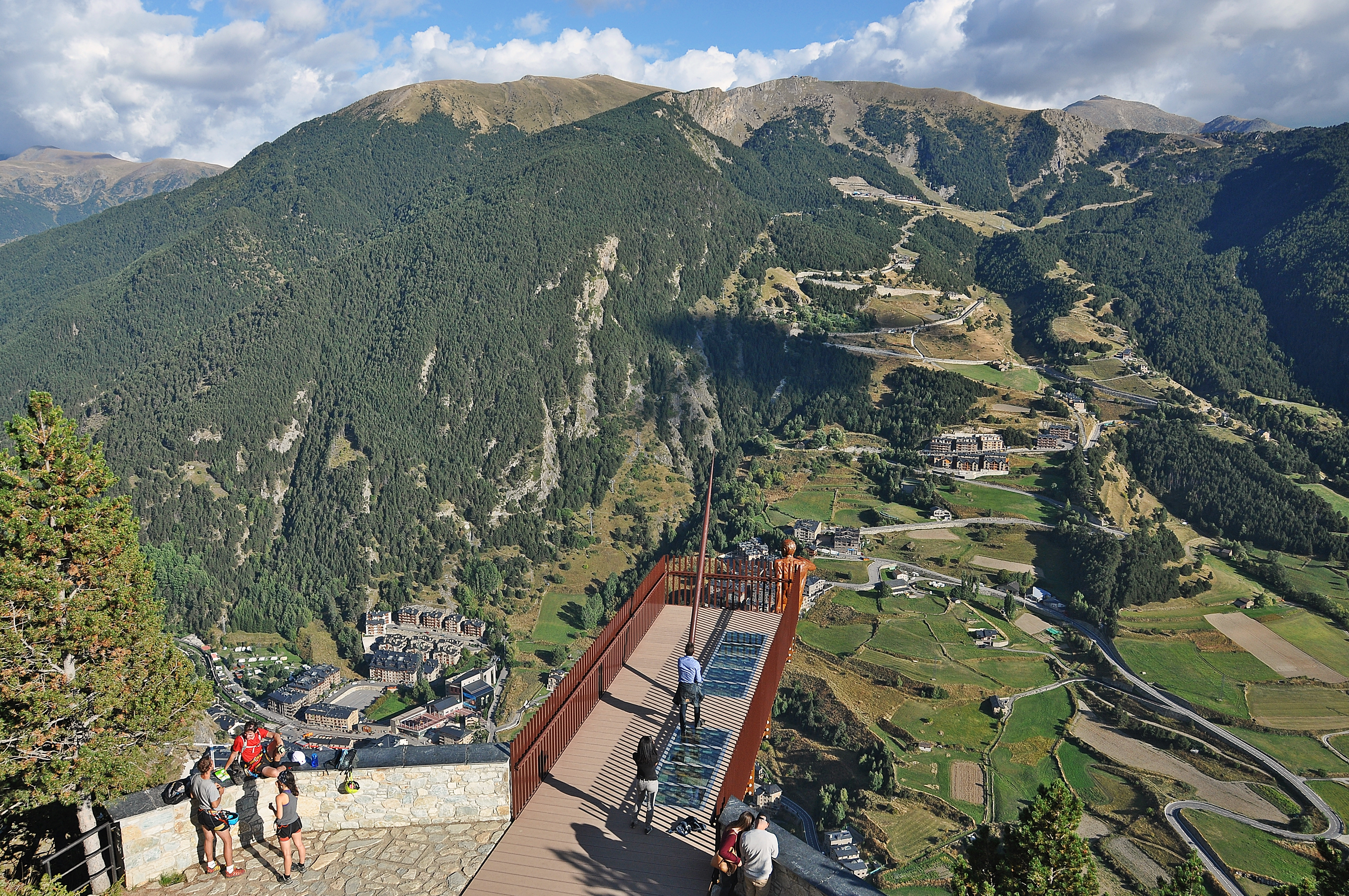
Mirador Roc del Quer.
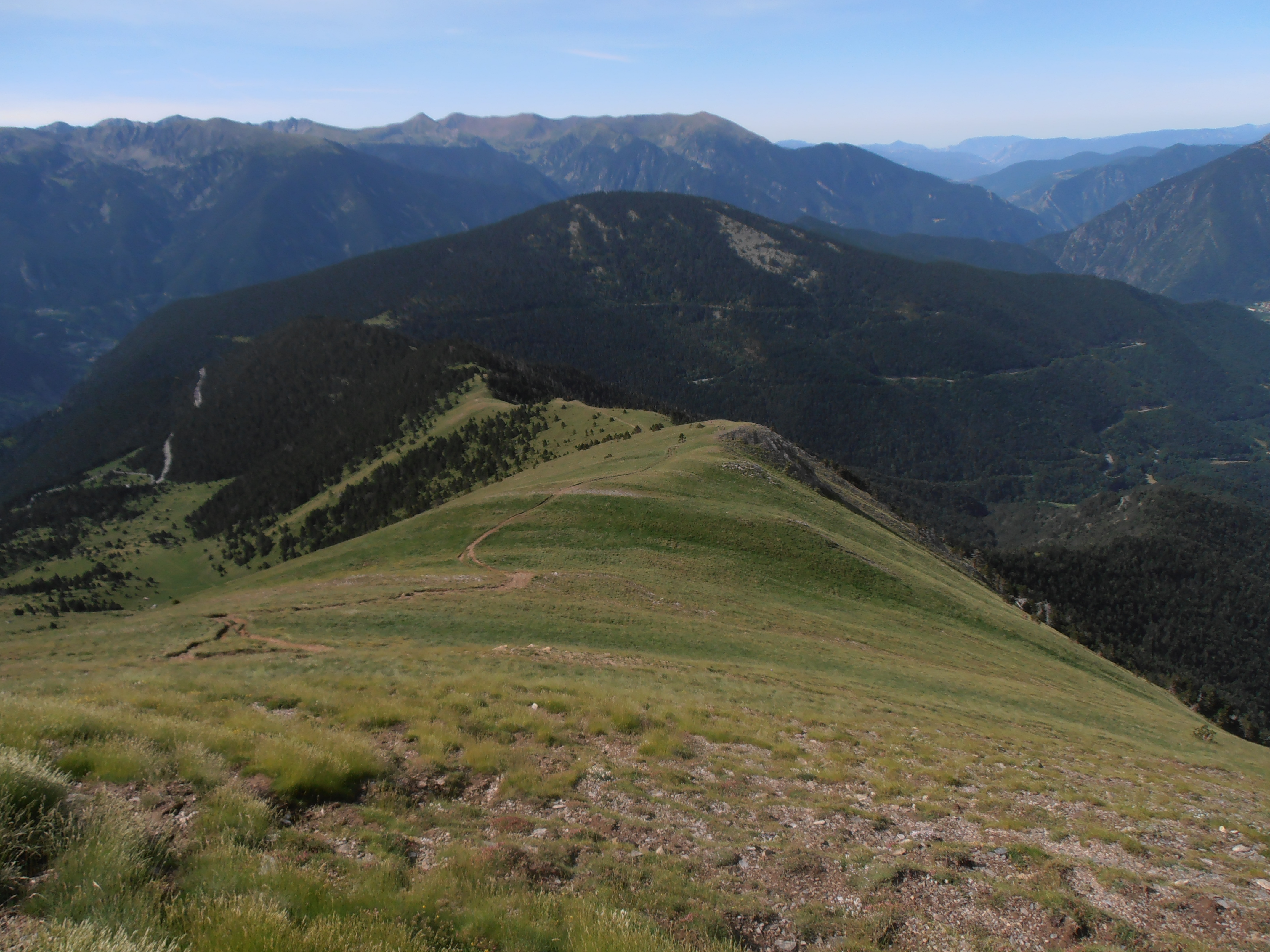
Vue du sentier débutant au col d'Ordino et menant au sommet du pic de Casamanya.

### Cyclisme sur route
Ce col est célèbre dans le milieu cycliste et a notamment vu le passage du Tour de France en 1993 et en 1997. Lors de ces deux éditions, le col était classé en 2e catégorie pour le grand prix de la montagne. Il est également régulièrement emprunté par le Tour d'Espagne (5 reprises).
Le col d'Ordino a été emprunté par les Championnats d'Andorre de contre-la-montre.

#### Passages du Tour de France
| Édition             | Étape                        | Coureur en tête     |
| ------------------- | ---------------------------- | ------------------- |
| Tour de France 1997 | 10e étape (Luchon - Arcalis) | Jean-Philippe Dojwa |
| Tour de France 1993 | 15e étape (Perpignan - Pal)  | Oliverio Rincón     |

#### Passages du Tour d'Espagne
| Édition             | Étape                                                  | Coureur en tête    |
| ------------------- | ------------------------------------------------------ | ------------------ |
| Tour d'Espagne 2019 | 9e étape (Andorre-la-Vieille - Els Cortals d'Encamp)   | Mikel Bizkarra     |
| Tour d'Espagne 2018 | 20e étape (Escaldes-Engordany - Collada de la Gallina) | Jesus Herrada      |
| Tour d'Espagne 2015 | 11e étape (Andorre-la-Vieille - Els Cortals d'Encamp)  | Rubén Plaza        |
| Tour d'Espagne 2013 | 14e étape (Bagà – Collada de la Gallina)               | Daniele Ratto      |
| Tour d'Espagne 2005 | 10e étape (La Vall d'en Bas - Ordino-Arcalis)          | Rik Verbrugghe     |
| Tour d'Espagne 2001 | 11e étape (Alp - Andorre)                              | José Maria Jiménez |
| Tour d'Espagne 2000 | 11e étape (Alp - Andorre)                              | Carlos Sastre      |
| Tour d'Espagne 2023 | 3e étape (Súria - Arinsal)                             |                    |

## Culture
Le pic apparaît également dans un conte traditionnel andorran, El buner d'Ordino, dans lequel un joueur de sac de gemecs y est surpris par des loups, qu'il repousse grâce au son de l'instrument.